# Peralejos
Peralejos è un comune spagnolo di 81 abitanti situato nella comunità autonoma dell'Aragona.